# Le avventure di Stuart Little
Le avventure di Stuart Little (Stuart Little) è un romanzo originariamente pubblicato nel 1945, prima opera di E. B. White. Il romanzo racconta la storia del giovane newyorchese Stuart Little, che nella storia "ha i modi educati e timidi di un topolino", al punto che nelle illustrazioni di Garth Williams, il personaggio è rappresentato proprio come un topo.

## Trama
Un bambino dall'aspetto di un topo bianco di nome Stuart nasce in una famiglia normale di New York. È normale sotto ogni aspetto, tranne per il fatto che è alto solo poco più di cinque centimetri e ha esattamente l'aspetto di un topo, pur essendo un bambino umano. Inizialmente, la famiglia è preoccupata di come Stuart sopravviverà in un mondo a misura d'uomo, ma all'età di sette anni parla, pensa e si comporta come un umano di sedici anni e mostra una sorprendente ingegnosità nell'adattarsi, svolgendo compiti familiari utili come recuperare la fede nuziale della madre dallo scarico del lavandino. Il gatto di famiglia, Palla di Neve, detesta Stuart perché, sebbene provi un istinto naturale a rincorrerlo, è consapevole che Stuart è un membro umano della famiglia e quindi è intoccabile.
In una fredda giornata invernale, la famiglia trova un canarino giallo di nome Margalo mezzo congelato sulla soglia di casa. Margalo viene accolta e trascorre l'inverno nella casa di famiglia, dove fa amicizia con Stuart; Stuart a sua volta la protegge da Palla di Neve. L'uccello ripaga la sua gentilezza salvando Stuart quando rimane intrappolato in una chiatta di rifiuti e spedito in mare per essere smaltito. In primavera, quando viene liberata dalla casa, continua a far visita a Stuart, facendo infuriare Palla di Neve, che ora si ritrova con due piccoli animali che non gli è permesso mangiare.
Palla di Neve fa un patto con il gatto d'Angora: mangiare Margalo per liberarsi di una delle sue tentazioni (ragionando che è sbagliato solo se la mangia lui). Margalo viene avvertita e fugge nel cuore della notte. Stuart ha il cuore spezzato, ma è determinato a trovarla. Prima si reca dal dentista locale, il dottor Carey. Il paziente del dentista, Edward Clydesdale, suggerisce che Margalo potrebbe essere volata in Connecticut, e il dottor Carey presta a Stuart la sua macchinina per il lungo viaggio.
Stuart viaggia di avventura in avventura e si ritrova nella città di Ames Crossing, dove trova lavoro come supplente. Lì scopre che ad Ames Crossing vive una ragazza quindicenne di nome Harriet Ames, alta quanto Stuart ma con l'aspetto di un essere umano. Stuart acquista una canoa in miniatura come souvenir, la prepara per renderla comoda e impermeabile, e invita Harriet a un giro in barca. Tuttavia, quando i due arrivano per l'appuntamento, la canoa è stata scoperta e rovinata dai bambini del posto. Harriet cerca di essere educata, ma è scoraggiata dal broncio di Stuart per la sua barca rotta. Stuart decide di lasciare Ames Crossing e continuare la sua ricerca di Margalo. Riparte in macchina, proseguendo la sua missione di esplorare il mondo e ritrovare la sua amica.

## Produzione
Secondo quanto raccontò White, l'idea delle Avventure di Stuart Little gli venne durante un sonno, mentre dormiva in treno. Il romanzo termina in maniera piuttosto brusca, a causa dell'ipocondria dell'autore che, convinto di stare per morire, si affrettò a concludere il romanzo per poterlo vedere pubblicato. White visse altri quaranta anni dopo la pubblicazione del romanzo e, nonostante molti se lo aspettassero, non ne scrisse mai un sequel.

## Adattamenti
- La storia del romanzo fu adattata in un film, chiamato Stuart Little - Un topolino in gamba, nel 1999. Un sequel del primo film fu girato nel 2002 con il titolo Stuart Little 2. In seguito al successo dei film, fu prodotta anche una serie a cartoni animati chiamata Stuart Little ed un terzo film Stuart Little 3 - Un topolino nella foresta

- La storia di E. B. White fu adattata anche in uno spettacolo teatrale dalla compositrice Ronna Frank. Lo spettacolo ebbe diverse tappe nel Regno Unito, e fu adattato anche in numerosi spettacoli per bambini negli Stati Uniti.

## Edizioni
- E. B. White, Le avventure di Stuart Little, collana I delfini, Fabbri Editori, ISBN 978-88-451-2736-6.